# Rosalie Aprile
Rosalie „Ro” Aprile, interpretată de Sharon Angela, este un personaj fictiv în seria televizată distribuită de HBO, Clanul Soprano.